# Nikolaj Čebot'ko
Nikolaj Sergeevič Čebot'ko (in kazako Николай Сергеевич Чеботько?; Šchuchinsk, 29 ottobre 1982 – Distretto di Burabay, 24 gennaio 2021) è stato un fondista kazako.
Nelle liste FIS era registrato come Nikolay Chebotko.

## Biografia
In Coppa del Mondo esordì il 27 novembre 2001 a Kuopio (12º), conquistò due podi (entrambi a squadre: la vittoria del 7 dicembre 2012 a Québec e il 2º posto del 22 dicembre 2013 ad Asiago), oltre a 3 podi di tappa in competizioni intermedie, e prese per l'ultima volta il via il 26 gennaio 2019 a Ulricehamn (73º).
In carriera prese parte a quattro edizioni dei Giochi olimpici invernali, Salt Lake City 2002 (22º nella 30 km, 33º nella sprint, 39º nell'inseguimento, 14º nella staffetta), Torino 2006 (35º nella sprint, 6º nella sprint a squadre), Vancouver 2010 (38º nella 15 km, 13º nella sprint, 5º nella sprint a squadre, 11º nella staffetta) e Soči 2014 (33º nella 15 km, 25º nella sprint, 8º nella sprint a squadre), e a sette dei Campionati mondiali, vincendo una medaglia.
È morto il 24 gennaio 2021 all'età di 38 anni a causa di un incidente stradale.

## Palmarès

### Mondiali
- 1 medaglia:
  - 1 bronzo (sprint a squadre a Val di Fiemme 2013)

### Coppa del Mondo
- Miglior piazzamento in classifica generale: 33º nel 2009 e nel 2013
- 2 podi (a squadre):
  - 1 vittoria
  - 1 secondo posto

#### Coppa del Mondo - vittorie
| Data            | Località | Nazione | Spec.                     |
| --------------- | -------- | ------- | ------------------------- |
| 7 dicembre 2012 | Québec   | Canada  | TS TL (con Denis Volotka) |

Legenda:

TL = tecnica libera

TS = sprint a squadre

#### Coppa del Mondo - competizioni intermedie
- 3 podi di tappa:
  - 1 secondo posto
  - 2 terzi posti